# Conus cylonensis
Conus cylonensis é uma espécie de gastrópode do gênero Conus, pertencente a família Conidae.